# Asase Ya

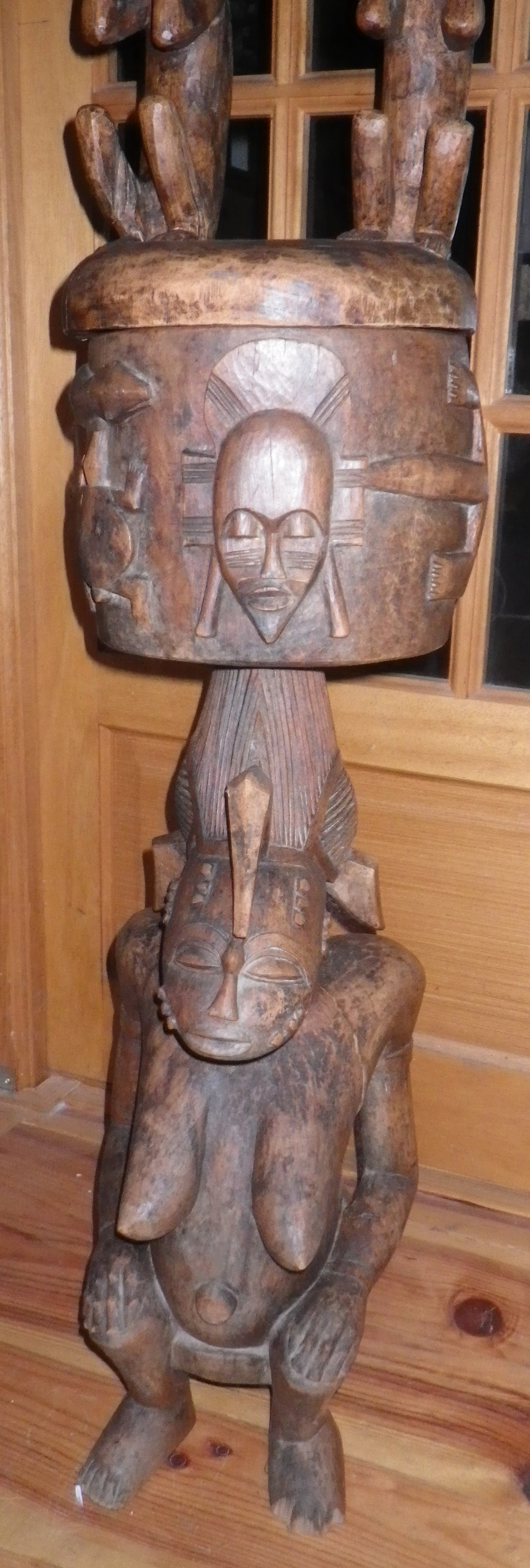
ASASE-YA, Diosa Africana de la Fertilidad y la Fertilidad

Asase Ya (también Asase Yaa o Asae Efua), esposa de Nyame, dios del Cielo y creador del Universo, es la diosa de la tierra y de la fertilidad de los pueblos ashanti, de Ghana, y akan, de Ghana, este de Costa de Marfil y sur de Togo.
Asase no tiene templos, pues la tierra es su cuerpo y su templo, de forma que no hay representaciones antropomórficas de la diosa y es adorada en los campos, donde favorece a los campesinos.
Asase tuvo dos hijos, Bea (o Bia) y Tano. Asimismo, es la madre de Anansi, el trickster o pícaro divino, y divina madrastra de los sagrados altos jefes de los ashanti.
Para los akan, es la defensora de la verdad. Cuando un miembro de la tribu akan tiene que probar su credibilidad, toca el suelo con los labios. Los akan también la llaman Aberewa (mujer vieja) y Madre Tierra, y solo a través de ella y mediante la danza y la libación pueden tener acceso a los ancestros. La tradición dice que los jueves están reservados a Asase y ese día los akan se abstienen de labrar la tierra.
Su símbolo es el planeta Júpiter. 